# Faramea zamorensis
Faramea zamorensis là một loài thực vật có hoa trong họ Thiến thảo. Loài này được Al.Rodr. mô tả khoa học đầu tiên năm 2002.